# Lindsaea longipes
Lindsaea longipes là một loài dương xỉ trong họ Lindsaeaceae. Loài này được Tardieu & C. Chr. mô tả khoa học đầu tiên năm 1939.
Danh pháp khoa học của loài này chưa được làm sáng tỏ. 